# Comissão Brasileira de Sítios Geológicos e Paleobiológicos
A Comissão Brasileira dos Sítios Geológicos e Paleobiológicos - SIGEP é o órgão do Companhia de Pesquisa de Recursos Minerais do Ministério das Minas e Energia do Brasil, incumbido de reunir os diversos órgãos ou instituições com função, afinidade ou interesse nos sítios geológicos e paleobiológicos do Brasil.
A missão da SIGEP é gerenciar um banco de dados nacional de geossítios, e sua disponibilização em site da Internet na forma de artigos científicos bilíngues elaborados por especialistas que trabalharam nas áreas dos sítios cadastrados, como forma de cumprimento da Convenção para a Proteção do Patrimônio Mundial, Cultural e Natural da UNESCO da qual o Brasil é signatário.
Uma das finalidades da SIGEP é a o estudo, eleição e indicação de determinado sítio geológico ou paleobiológico à UNESCO para a outoga do título de "patrimônio natural da humanidade"
Instituído em março de 1997, o Grupo de Trabalho da SIGEP conta com representantes das seguintes instituições: Academia Brasileira de Ciências - ABC, Associação Brasileira para Estudos do Quaternário - ABEQUA, Departamento Nacional de Produção Mineral DNPM, Instituto Brasileiro de Geografia e Estatística IBGE, Instituto Brasileiro do Meio Ambiente e dos Recursos Naturais Renováveis IBAMA, Instituto do Patrimônio Histórico e Artístico Nacional IPHAN, Petrobras, Serviço Geológico do Brasil - CPRM, Sociedade Brasileira de Espeleologia SBE, Sociedade Brasileira de Geologia, Sociedade Brasileira de Paleontologia - SBP.
Até janeiro de 2018 tinham sido catalogados 116 sítios e publicados três volumes com os referidos sítios 